# Bulbostylis nesiotica
Bulbostylis nesiotica är en halvgräsart som först beskrevs av Ivan Murray Johnston, och fick sitt nu gällande namn av Merritt Lyndon Fernald. Bulbostylis nesiotica ingår i släktet Bulbostylis och familjen halvgräs. Inga underarter finns listade i Catalogue of Life.